# Challenger de San Marino 2022
El torneo San Marino Open 2022 fue un torneo de tenis perteneció al ATP Challenger Tour 2022 en la categoría Challenger 90. Se trató de la 29ª edición; el torneo tuvo lugar en la ciudad de San Marino (San Marino), desde el 8 de agosto hasta el 14 de agosto de 2022 sobre pista de tierra batida al aire libre.

## Jugadores participantes del cuadro de individuales
| Favorito | País               | Jugador          | Rank1 | Posición en el torneo |
| -------- | ------------------ | ---------------- | ----- | --------------------- |
| 1        | Bandera de España  | Carlos Taberner  | 107   | Segunda ronda         |
| 2        | Bandera vacío      | Pavel Kotov      | 132   | CAMPEÓN               |
| 3        | Bandera de Italia  | Giulio Zeppieri  | 136   | Primera ronda         |
| 4        | Bandera de Italia  | Flavio Cobolli   | 138   | Primera ronda         |
| 5        | Bandera de Italia  | Marco Cecchinato | 140   | Semifinales           |
| 6        | Bandera de Francia | Alexandre Müller | 157   | Primera ronda         |
| 7        | Bandera de Croacia | Nino Serdarušić  | 180   | Primera ronda         |
| 8        | Bandera de Italia  | Matteo Arnaldi   | 215   | FINAL                 |

- 1 Se ha tomado en cuenta el ranking del 1 de agosto de 2022.

### Otros participantes
Los siguientes jugadores recibieron una invitación (wild card), por lo tanto ingresan directamente al cuadro principal (WC):
- Mattia Bellucci
- Flavio Cobolli
- Ernests Gulbis

Los siguientes jugadores ingresan al cuadro principal tras disputar el cuadro clasificatorio (Q):
- Viktor Durasovic
- Francesco Forti
- Lukas Neumayer
- Oleg Prihodko
- Valentin Vacherot
- Alexander Weis

## Campeones

### Individual Masculino
- Pavel Kotov derrotó en la final a  Matteo Arnaldi, 7–6(5), 6–4

### Dobles Masculino
- Marco Bortolotti /  Sergio Martos Gornés derrotaron en la final a  Ivan Sabanov /  Matej Sabanov, 6–4, 6–4